# Nuoto artistico ai campionati europei di nuoto 2020 - Duo (programma tecnico)
La competizione di duo tecnico di nuoto artistico ai Campionati europei di nuoto 2020 si è disputata il 13 maggio 2021 presso la Duna Aréna di Budapest, in Ungheria. In totale si sono contese il podio 19 coppie di sincronette.

## Risultati
La finale si è svolta alle ore 9:00 (UTC+1).
| Class   | Nazione       | Atlete                                       | Punti   |
| ------- | ------------- | -------------------------------------------- | ------- |
| Oro     | Russia        | Svetlana Kolesnichenko Svetlana Romashina    | 96.2904 |
| Argento | Ucraina       | Marta Fiedina Anastasiya Savchuk             | 92.6862 |
| Bronzo  | Austria       | Anna-Maria Alexandri Eirini-Marina Alexandri | 89.4592 |
| 4       | Bielorussia   | Vasilina Chandoška Dar'ja Kulagina           | 88.1958 |
| 5       | Paesi Bassi   | Bregje de Brouwer Noortje de Brouwer         | 87.2526 |
| 6       | Spagna        | Alisa Ozhogina Iris Tió                      | 86.9546 |
| 7       | Gran Bretagna | Kate Shortman Isabelle Thorpe                | 84.9244 |
| 8       | Israele       | Eden Blecher Shelly Bobritsky                | 84.5304 |
| 9       | Svizzera      | Vivienne Koch Joelle Peschl                  | 82.7963 |
| 10      | Germania      | Marlene Bojer Michelle Zimmer                | 82.6499 |
| 11      | Liechtenstein | Lara Mechnig Marluce Schierscher             | 82.2704 |
| 12      | Slovacchia    | Nada Daabousová Chiara Diky                  | 78.7889 |
| 13      | San Marino    | Jasmine Verbena Jasmine Zonzini              | 77.3348 |
| 14      | Rep. Ceca     | Karolína Klusková Aneta Mrázková             | 77.2511 |
| 15      | Portogallo    | Maria Gonçalves Cheila Vieira                | 76.6679 |
| 16      | Serbia        | Nevena Dimitrijević Jelena Kontić            | 75.5980 |
| 17      | Ungheria      | Linda Farkas Boglárka Gács                   | 75.3736 |
| 18      | Croazia       | Antonija Huljev Klara Šilobodec              | 72.7136 |
| 19      | Bulgaria      | Aleksandra Atanasova Anthea Chernookova      | 71.9778 |